# Восстание киберлюдей
«Восстание киберлюдей» (англ. Rise of the Cybermen), или «Рождение киберчеловека» — эпизод британского научно-фантастического телесериалa «Доктор Кто». Впервые был показан 13 мая 2006 года. Вторая часть эпизода (продолжение) — «Век стали».
В эпизодах «Восстание киберлюдей» и «Век стали» впервые за восемнадцать лет (не считая спин-офф-медиа) появляются киберлюди. В последний раз их показывали в эпизоде 1988 года «Серебряная Немезида».

## Сюжет
Доктор и Роза предаются воспоминаниям, а Микки начинает грустить. Внезапно ТАРДИС потрясает взрыв, который выкидывает путешественников в неизвестное пространство. Доктор выясняет, что их выкинуло из вихря времени в пустоту. Приземление происходит на Земле, в Лондоне, но в параллельном измерении. ТАРДИС в нерабочем состоянии. Доктор проводит проверку корабля и понимает, что без экстренных мер тут не обойтись. Команда остаётся в данном мире на 24 часа, пока ТАРДИС не восстановится.
Мир параллельного Лондона удивляет в первую очередь Розу, поскольку её отец оказывается в добром здравии и живой. Мало того, он — успешный предприниматель. После недолгого обсуждения Микки и Роза решают навестить Пита (отца Розы) и бабушку Микки, которые живут в этом мире. Каждый идёт к своим родственникам. Доктор берётся сопровождать Розу, подспудно опасаясь неприятностей. Опасения Доктора не напрасны: поход к родственникам заканчивается погоней за Розой.
Большинство людей в этом мире носят специальные наушники «EarPods», с помощью которых в мозг людей загружается огромное количество информации. Также было установлено, что компания Пита принадлежит некоему Джону Люмику, владельцу компании «Сайбус Индастрис». Смертельно больной Люмик, чтобы сохранить свою жизнь, изобретает «Максимальный Апгрейд». Однако ему запрещают использовать своё изобретение на людях. Чтобы реализовать свой план, он тайно похищает бездомных и превращает их с помощью «апгрейда» в киберлюдей.
Тем временем Микки побывал у бабушки, которая все так же жива и относительно здорова. Но его похищают, один из похитителей по имени Джейк рассказывает, что, во-первых, Микки (которого все вокруг называют Рикки) является самым разыскиваемым в Великобритании человеком, во-вторых, повстанцы (а именно так они себя называют) обладают убийственной информацией о бесчинствах Люмика и его людей в отношении бездомных. Как было объяснено позже, «повстанцы» (они же «проповедники») отвергают ношение «EarPods».
В это время Доктор и Роза появляются в доме Пита Тайлера и узнают, что в скором времени тут будет вся политическая элита Великобритании. Прикинувшись обслуживающим персоналом, Доктор и Роза узнают, что Тайлеры бездетны. Однако любимый пёс Тайлеров носит кличку Роза. На вечеринке, устроенной Тайлером, появляются киберлюди Люмика. Особняк окружён, киберлюди врываются в дом через окна и двери. Один из киберлюдей спокойно объясняет испуганным людям, что они избранные, поскольку им представляется возможность пройти трансформацию в киберлюдей версии «Человек v.2». При этом он заявляет, что им будут делать все необходимые обязательные обновления бесплатно и вовремя. Политики возмущены и пытаются вырваться. Джеки Тайлер (мать Розы) бежит в подвал, но это её не спасает. Пит, Роза, Джейк, Доктор и Микки вырываются из дома. Беглецы окружены. Киберлюди приготовились «удалить» их, поскольку они «несовместимы» с так называемым «обновлением».